# Enigma (manga)
Enigma, scritto ǝnígmǝ (エニグマ?, Eniguma), è un manga scritto e illustrato da Kenji Sakaki, e serializzato sulla rivista Weekly Shōnen Jump. Kenji Sakaki è stato assistente di Akira Amano. La serializzazione è iniziata sul numero 41 del 2010 ed è terminata sul numero 47 del 2011 al 55º capitolo; successivamente è stato pubblicato un ulteriore capitolo conclusivo sul numero invernale di Jump NEXT!, uscito a dicembre 2011. È composto in totale di 56 capitoli, raccolti in 7 tankōbon.

## Trama
Haiba Sumio è uno studente alla Yuuyami High School che a prima vista sembrerebbe un ragazzo qualunque, in realtà possiede un talento piuttosto interessante: quando si addormenta a volte comincia a scrivere su un misterioso quaderno: Il "Diario dei Sogni". Nel sonno Sumio annota nel quaderno delle predizioni. Con questa abilità, Sumio aiuta le persone nei guai prima che gli succedano cose spiacevoli o persino pericolose. Quando qualcuno è in pericolo Haiba scrive "Mayday" Un giorno però la sua pacifica vita viene completamente stravolta. Viene costretto a partecipare all'E-Test, un esperimento inventato e gestito da un essere chiamato "Enigma" che si presenta come uno scheletro con la mandibola al contrario e il cranio scoperto. Oltre a lui altri 6 ragazzi vengono costretti a partecipare all'E-test; tutti con abilità sovrannaturali. Ognuno di loro desidera qualcosa, e il suo desiderio verrà realizzato alla fine dell'esperimento, quando i partecipanti al test incontreranno Enigma, se e solo se riusciranno ad uscire dalla loro scuola, diventata il campo dell'E-test. 
Molti pericoli e insidie si nascondono nella scuola, come gli esseri chiamati "Ombre". 
I concorrenti rischieranno la vita per trovare le password (7 come i concorrenti) che permetteranno loro di uscire dalla scuola. In palio per lui c'è la vita della madre.

## Volumi
| Nº | Titolo italiano                         | Data di prima pubblicazione             | Data di prima pubblicazione |
| Nº | Titolo italiano                         | Giapponese                              | Italiano                    |
| 1  | e-test                                  | 29 dicembre 2010 ISBN 978-4-08-870168-4 | 13 dicembre 2012            |
| 2  | out 「アウト」 - auto                   | 4 marzo 2011 ISBN 978-4-08-870196-7     | 14 febbraio 2013            |
| 3  | another 「アナザー」 - anazā            | 3 giugno 2011 ISBN 978-4-08-870238-4    | 11 aprile 2013              |
| 4  | open 「オープン」 - ōpun                | 4 agosto 2011 ISBN 978-4-08-870276-6    | 20 giugno 2013              |
| 5  | mayday 「メーデー」 - mēdē              | 4 ottobre 2011 ISBN 978-4-08-870297-1   | 8 agosto 2013               |
| 6  | cannibal 「カニバル」 - kanibaru        | 2 dicembre 2011 ISBN 978-4-08-870320-6  | 10 ottobre 2013             |
| 7  | true end 「トゥルーエンド」 - tōrū endo | 3 febbraio 2012 ISBN 978-4-08-870376-3  | 12 dicembre 2013            |